# Oleksij Sereda
Oleksij Viktorovych Sereda (in ucraino Олексі́й Ві́кторович Середа́?; Mykolaïv, 25 dicembre 2005) è un tuffatore ucraino.

## Biografia
Agli europei giovanili di Kazan' 2019 ha vinto la medaglia d'oro nella piattaforma 10 metri e l'argento nel sincro 10 metri, nella categoria 14 e 15 anni.
Ancora tredicenne, ha esordito con la nazionale maggiore ai campionati mondiali di nuoto nel concorso dei tuffi dalla piattaforma 10 m sincro, dove con il connazionale Oleh Serbin ha ottenuto il quarto posto, concludendo alle spalle dei britannici Tom Daley e Matthew Lee. Nel concorso della piattaforma 10 metri si è qualificato in finale. Nel concorso della squadra mista, con la connazionale Anna Arnautova, si è classificato al nono posto.
L'8 agosto dello stesso anno ha conquistato la sua prima medaglia (argento nella piattaforma 10 metri sincro) in una competizione non giovanile ossia ai Campionati europei di tuffi disputati a Kiev. L'11 agosto ha vinto l'oro nella gara della piattaforma 10 metri nella medesima competizione. Grazie a questo risultato, ottenuto all'età di tredici anni e 8 mesi, è divenuto il più giovane vincitore di una medaglia d'oro agli europei, migliorando di tre mesi il record stabilito dal britannico Tom Daley nel 2008.
Negli anni seguenti si afferma come uno dei tuffatori più forti a livello europeo; tra il 2021 ed il 2025 si aggiudica tre argenti e due bronzi mondiali e otto medaglie d'oro continentali, tra campionati europei (di nuoto e di tuffi) e Giochi europei.

## Palmarès
| Anno | Manifestazione    | Sede      | Evento            | Risultato | Prestazione | Note |
| ---- | ----------------- | --------- | ----------------- | --------- | ----------- | ---- |
| 2019 | Europei giovanili | Kazan'    | Piattaforma 10 m  | Oro       |             |      |
| 2019 | Europei giovanili | Kazan'    | Sincro 10 m       | Oro       |             |      |
| 2019 | Mondiali          | Gwangju   | Piattaforma 10 m  | 4º        | 490,50 p.   |      |
| 2019 | Mondiali          | Gwangju   | Sincro 10 m misti | 4º        | 412,62 p.   |      |
| 2019 | Mondiali          | Gwangju   | Squadra mista     | 9º        | 323,20 p.   |      |
| 2019 | Europei           | Kiev      | Piattaforma 10 m  | Oro       | 488,85 p.   |      |
| 2019 | Europei           | Kiev      | Sincro 10 m       | Argento   | 413,16 p.   |      |
| 2019 | Europei           | Kiev      | Squadra mista     | 5º        | 377,70 p.   |      |
| 2021 | Coppa del Mondo   | Tokyo     | Sincro 10 m       | 4º        | 393,54 p.   |      |
| 2021 | Europei           | Budapest  | Piattaforma 10 m  | 6º        | 459,50 p.   |      |
| 2021 | Europei           | Budapest  | Sincro 10 m misti | Oro       | 325,68 p.   |      |
| 2021 | Europei           | Budapest  | Squadra mista     | 5º        | 382,00 p.   |      |
| 2021 | Giochi olimpici   | Tokyo     | Piattaforma 10 m  | 6º        | 461,70 p.   |      |
| 2021 | Giochi olimpici   | Tokyo     | Sincro 10 m       | 6º        | 400,44 p.   |      |
| 2022 | Mondiali          | Budapest  | Piattaforma 10 m  | 6º        | 477,45 p.   |      |
| 2022 | Mondiali          | Budapest  | Sincro 10 m       | 4º        | 396,27 p.   |      |
| 2022 | Mondiali          | Budapest  | Sincro 10 m misti | Argento   | 317,01 p.   |      |
| 2022 | Europei           | Roma      | Piattaforma 10 m  | Oro       | 493,55 p.   |      |
| 2022 | Europei           | Roma      | Sincro 10 m       | Argento   | 388,02 p.   |      |
| 2022 | Europei           | Roma      | Sincro 10 m misti | Argento   | 298,59 p.   |      |
| 2023 | Giochi europei    | Rzeszów   | Sincro 10 m       | Oro       | 398,70 p.   |      |
| 2023 | Giochi europei    | Rzeszów   | Squadra mista     | Oro       | 438,30 p.   |      |
| 2023 | Mondiali          | Fukuoka   | Piattaforma 10 m  | 6º        | 475,55 p.   |      |
| 2023 | Mondiali          | Fukuoka   | Sincro 10 m       | Argento   | 439,32 p.   |      |
| 2024 | Mondiali          | Doha      | Piattaforma 10 m  | Bronzo    | 528,65 p.   |      |
| 2024 | Mondiali          | Doha      | Sincro 10 m       | Bronzo    | 406,47 p.   |      |
| 2025 | Europei           | Antalya   | Piattaforma 10 m  | Oro       | 468,64 p.   |      |
| 2025 | Europei           | Antalya   | Sincro 10 m       | Oro       | 413,76 p.   |      |
| 2025 | Europei           | Antalya   | Squadra mista     | Oro       | 407,20 p.   |      |
| 2025 | Mondiali          | Singapore | Piattaforma 10 m  | Argento   | 522,70 p.   |      |

## Riconoscimenti
- European Aquatics Award: 2023[5]